# Calliano (Trentino-Alto Adige)
Calliano település Olaszországban, Trento megyében. Lakosainak száma 2048 fő (2023. január 1.). Calliano Besenello, Rovereto, Folgaria, Nomi és Volano községekkel határos.

## Története
Területe már a vaskorban is lakott volt, majd a római korban is állt itt egy falu. A legtöbb történész ebből a korból származtatja a Villa Galliana elnevezést, amelyből a mai Calliano név is származik. 561-től a Trentói Hercegséghez tartozott, majd a frankok birtokolták. 1487. augusztus 10-én itt zajlott a callianói csata, ahol a trentinói-tiroli seregek vereséget mértek a velenceiekre.

## Népesség
A település népességének változása:

| 2018 | 1 920 |
| 2023 | 2 048 |

## Nevezetességei
Callianóban található a 12. századból származó Castel Pietra nevű vár.